# Tour d'Andalousie 2024
Le Tour d'Andalousie 2024 (officiellement : Ruta Del Sol Vuelta Ciclista a Andalucía 2024) est la 70e édition de cette course cycliste sur route masculine. Il a lieu du 14 au 18 février 2024 en Andalousie, dans le sud de l'Espagne. Il se déroule sur cinq étapes entre Almuñécar et La Línea de la Concepción sur un parcours de 850,2 kilomètres et fait partie du calendrier UCI ProSeries 2024 (deuxième niveau mondial) en catégorie 2.Pro.
En raison de mouvements sociaux, l'épreuve est réduite à une seule étape de 4,95 km disputée le 16 février en contre-la-montre (voir Déroulement de la course).

## Équipes participantes
15 équipes de sept coureurs participent à ce Tour d'Andalousie - 7 WorldTeams et 8 ProTeams :
| WorldTeams (7)- Alpecin-Deceuninck - Astana Qazaqstan Team - Bahrain Victorious - Decathlon-AG2R La Mondiale - Movistar Team - Team Jayco AlUla - UAE Team Emirates ProTeams (8)- Burgos-BH - Caja Rural-Seguros RGA - Equipo Kern Pharma - Euskaltel-Euskadi - Lotto Dstny - Q36.5 Pro Cycling Team - Team Flanders-Baloise - Polti Kometa |
| |

## Étapes
| Étape     | Date    | Villes étapes                         | type                        | Distance (km) | Dénivelé (m) | Vainqueur d'étape     | Leader du classement général |
| --------- | ------- | ------------------------------------- | --------------------------- | ------------- | ------------ | --------------------- | ---------------------------- |
| 1re étape | 14 fév. | Almuñécar – Cádiar                    | étape de montagne           | 162,3         | 3 781 m      | annulation de l'étape |                              |
| 2e étape  | 15 fév. | Vélez-Málaga – Alcaudete              | étape de montagne           | 192,2         | 3 386 m      | annulation de l'étape |                              |
| 3e étape  | 16 fév. | Alcaudete – Alcaudete                 | contre-la-montre individuel | 4,95          | 186 m        | Maxim Van Gils        | Maxim Van Gils               |
| 4e étape  | 17 fév. | Lucena – Lucena                       | étape de moyenne montagne   | 100           | 2 000 m      | annulation de l'étape |                              |
| 5e étape  | 18 fév. | Benahavís – La Línea de la Concepción | étape de moyenne montagne   | 168           | 2 991 m      | annulation de l'étape |                              |

## Principaux favoris
Les principaux favoris pour la victoire finale sont les Espagnols Juan Ayuso et Marc Soler ainsi que le Belge Tim Wellens (UAE Team Emirates), le Colombien Santiago Buitrago (Bahrain Victorious) ainsi que ses équipiers australien Jack Haig et italien Damiano Caruso, l'Autrichien Felix Gall (Décathlon AG2R La Mondiale) ou encore le Belge Maxim Van Gils (Lotto Dstny).

## Déroulement de la course
La première étape est annulée quelques heures avant le départ, en raison de manifestations d'agriculteurs ne permettant pas aux forces de l'ordre d'assurer la sécurité des coureurs. La deuxième étape est également annulée pour les mêmes raisons.
La troisième étape, initialement prévue entre Arjona et Pozoblanco sur 161 kilomètres, est finalement réduite à un contre-la-montre de moins de cinq kilomètres à Alcaudete.
Les deux dernières étapes n'ont finalement pas lieu, à la suite des manifestations d'agriculteurs toujours en cours dans la région.

### 3eétape
| \| Classement de l'étape \| Classement de l'étape \| Classement de l'étape \| Classement de l'étape \| Classement de l'étape \| \| Coureur \| Coureur \| Pays \| Équipe \| Temps \| \| --------------------- \| --------------------- \| --------------------- \| -------------------------- \| --------------------- \| \| 1er \| Maxim Van Gils \| Belgique \| Lotto Dstny \| 8 min 17 s \| \| 2e \| Juan Ayuso \| Espagne \| UAE Team Emirates \| + 10 s \| \| 3e \| Antonio Tiberi \| Italie \| Bahrain Victorious \| + 10 s \| \| 4e \| Jefferson Cepeda \| Équateur \| Caja Rural-Seguros RGA \| + 13 s \| \| 5e \| Tim Wellens \| Belgique \| UAE Team Emirates \| + 14 s \| \| 6e \| Sylvain Moniquet \| Belgique \| Lotto Dstny \| + 14 s \| \| 7e \| Santiago Buitrago \| Colombie \| Bahrain Victorious \| + 16 s \| \| 8e \| Alex Baudin \| France \| Decathlon-AG2R La Mondiale \| + 21 s \| \| 9e \| Marc Soler \| Espagne \| UAE Team Emirates \| + 23 s \| \| 10e \| Gonzalo Serrano \| Espagne \| Movistar Team \| + 24 s \| |                   |          |                            |            |
| |                   |          |                            |            |
| Source : ProCyclingStats |                   |          |                            |            |
| Classement de l'étape |                   |          |                            |            |
| Coureur | Coureur           | Pays     | Équipe                     | Temps      |
| 1er | Maxim Van Gils    | Belgique | Lotto Dstny                | 8 min 17 s |
| 2e | Juan Ayuso        | Espagne  | UAE Team Emirates          | + 10 s     |
| 3e | Antonio Tiberi    | Italie   | Bahrain Victorious         | + 10 s     |
| 4e | Jefferson Cepeda  | Équateur | Caja Rural-Seguros RGA     | + 13 s     |
| 5e | Tim Wellens       | Belgique | UAE Team Emirates          | + 14 s     |
| 6e | Sylvain Moniquet  | Belgique | Lotto Dstny                | + 14 s     |
| 7e | Santiago Buitrago | Colombie | Bahrain Victorious         | + 16 s     |
| 8e | Alex Baudin       | France   | Decathlon-AG2R La Mondiale | + 21 s     |
| 9e | Marc Soler        | Espagne  | UAE Team Emirates          | + 23 s     |
| 10e | Gonzalo Serrano   | Espagne  | Movistar Team              | + 24 s     |

## Classements finals

### Classement général final
| \| Classement général \| Classement général \| Classement général \| Classement général \| Classement général \| \| Coureur \| Coureur \| Pays \| Équipe \| Temps \| \| ------------------ \| ------------------ \| ------------------ \| ------------------ \| ------------------ \| |         |      |        |       |
| |         |      |        |       |
| Source : ProCyclingStats |         |      |        |       |
| Classement général |         |      |        |       |
| Coureur | Coureur | Pays | Équipe | Temps |

### Classement UCI
La course attribue des points au Classement mondial UCI 2024 selon le barème suivant :
| Position           | 1er | 2e  | 3e  | 4e  | 5e | 6e | 7e | 8e | 9e | 10e | 11e | 12e | 13e | 14e | 15e | 16e à 30e | 31e à 40e |
| Classement général | 200 | 150 | 125 | 100 | 85 | 70 | 60 | 50 | 40 | 35  | 30  | 25  | 20  | 15  | 10  | 5         | 3         |
| Par étape          | 20  | 10  | 5   |     |    |    |    |    |    |     |     |     |     |     |     |           |           |
| Leader, par étape  | 5   |     |     |     |    |    |    |    |    |     |     |     |     |     |     |           |           |

## Évolution des classements
| Étape            | Vainqueur        | Classement général | Classement par points | Classement de la montagne | Classement des metas volantes | Classement du meilleur Andalou | Classement du meilleur Espagnol |
| ---------------- | ---------------- | ------------------ | --------------------- | ------------------------- | ----------------------------- | ------------------------------ | ------------------------------- |
| 1                | annulé           | -                  | -                     | -                         | -                             | -                              | -                               |
| 2                | annulé           | -                  | -                     | -                         | -                             | -                              | -                               |
| 3                | Maxim Van Gils   | Maxim Van Gils     | Juan Ayuso            | Antonio Tiberi            | Jefferson Cepeda              | Luis Ángel Maté                | Juan Ayuso                      |
| 4                | annulé           | Maxim Van Gils     | Juan Ayuso            | Antonio Tiberi            | Jefferson Cepeda              | Luis Ángel Maté                | Juan Ayuso                      |
| 5                | annulé           | Maxim Van Gils     | Juan Ayuso            | Antonio Tiberi            | Jefferson Cepeda              | Luis Ángel Maté                | Juan Ayuso                      |
| Classement final | Classement final | Maxim Van Gils     | Juan Ayuso            | Antonio Tiberi            | Jefferson Cepeda              | Luis Ángel Maté                | Juan Ayuso                      |

## Liste des participants
| UAE Team Emirates UAD | UAE Team Emirates UAD | UAE Team Emirates UAD |
| --------------------- | --------------------- | --------------------- |
| Num                   | Coureur               | Pos                   |
| 1                     | Igor Arrieta (ESP)    |                       |
| 2                     | Juan Ayuso (ESP)      |                       |
| 3                     | Domen Novak (SLO)     |                       |
| 4                     | Tim Wellens (BEL)     |                       |
| 5                     | Alessandro Covi (ITA) |                       |
| 6                     | Marc Soler (ESP)      |                       |
| 7                     | Rafał Majka (POL)     |                       |

| Bahrain Victorious TBV | Bahrain Victorious TBV         | Bahrain Victorious TBV |
| ---------------------- | ------------------------------ | ---------------------- |
| Num                    | Coureur                        | Pos                    |
| 11                     | Santiago Buitrago (COL)        |                        |
| 12                     | Damiano Caruso (ITA)           |                        |
| 13                     | Jack Haig (AUS)                |                        |
| 14                     | Wout Poels (NED)               |                        |
| 15                     | Fran Miholjević (CRO) (chrono) |                        |
| 16                     | Jasha Sütterlin (GER)          |                        |
| 17                     | Antonio Tiberi (ITA)           |                        |

| Movistar Team MOV | Movistar Team MOV               | Movistar Team MOV |
| ----------------- | ------------------------------- | ----------------- |
| Num               | Coureur                         | Pos               |
| 21                | Jorge Arcas (ESP)               |                   |
| 22                | Jon Barrenetxea (ESP)           |                   |
| 23                | Ruben Guerreiro (POR)           |                   |
| 24                | Gonzalo Serrano (ESP)           |                   |
| 25                | Nélson Oliveira (POR)           |                   |
| 26                | Gregor Mühlberger (AUT) (route) |                   |
| 27                | Javier Romo (ESP)               |                   |

| Team Jayco AlUla JAY | Team Jayco AlUla JAY          | Team Jayco AlUla JAY |
| -------------------- | ----------------------------- | -------------------- |
| Num                  | Coureur                       | Pos                  |
| 31                   | Alessandro De Marchi (ITA)    |                      |
| 32                   | Hagos Welay Berhe (ETH)       |                      |
| 33                   | Lawson Craddock (USA)         |                      |
| 34                   | Amund Grøndahl Jansen (NOR)   |                      |
| 35                   | Christopher Juul Jensen (DEN) |                      |

| Astana Qazaqstan Team AST | Astana Qazaqstan Team AST      | Astana Qazaqstan Team AST |
| ------------------------- | ------------------------------ | ------------------------- |
| Num                       | Coureur                        | Pos                       |
| 41                        | Lorenzo Fortunato (ITA)        |                           |
| 42                        | Max Kanter (GER)               |                           |
| 43                        | Rüdiger Selig (GER)            |                           |
| 44                        | Vadim Pronskiy (KAZ)           |                           |
| 45                        | Daniil Marukhin (KAZ)          |                           |
| 46                        | Gleb Brussenskiy (KAZ) (route) |                           |
| 47                        | Santiago Umba (COL)            |                           |

| Alpecin-Deceuninck ADC | Alpecin-Deceuninck ADC | Alpecin-Deceuninck ADC |
| ---------------------- | ---------------------- | ---------------------- |
| Num                    | Coureur                | Pos                    |
| 51                     | Nicola Conci (ITA)     |                        |
| 52                     | Robbe Ghys (BEL)       |                        |
| 53                     | Jimmy Janssens (BEL)   |                        |
| 54                     | Timo Kielich (BEL)     |                        |
| 55                     | Axel Laurance (FRA)    |                        |
| 56                     | Siebe Roesems (BEL)    |                        |
| 57                     | Lennert Belmans (BEL)  |                        |

| Decathlon-AG2R La Mondiale DAT | Decathlon-AG2R La Mondiale DAT | Decathlon-AG2R La Mondiale DAT |
| ------------------------------ | ------------------------------ | ------------------------------ |
| Num                            | Coureur                        | Pos                            |
| 61                             | Alex Baudin (FRA)              |                                |
| 62                             | Dries De Bondt (BEL)           |                                |
| 63                             | Sander De Pestel (BEL)         |                                |
| 64                             | Felix Gall (AUT)               |                                |
| 65                             | Paul Lapeira (FRA)             |                                |
| 66                             | Oliver Naesen (BEL)            |                                |
| 67                             | Andrea Vendrame (ITA)          |                                |

| Burgos-BH BBH | Burgos-BH BBH                | Burgos-BH BBH |
| ------------- | ---------------------------- | ------------- |
| Num           | Coureur                      | Pos           |
| 71            | Sebastián Mora (ESP)         |               |
| 72            | Antonio Angulo (ESP)         |               |
| 73            | José Manuel Díaz (ESP)       |               |
| 74            | Sinuhé Fernández (ESP)       |               |
| 75            | Jetse Bol (NED)              |               |
| 76            | Ander Okamika (ESP)          |               |
| 77            | Eric Fagúndez (URU) (chrono) |               |

| Team Polti Kometa PTK | Team Polti Kometa PTK     | Team Polti Kometa PTK |
| --------------------- | ------------------------- | --------------------- |
| Num                   | Coureur                   | Pos                   |
| 81                    | Mattia Bais (ITA)         |                       |
| 82                    | Matteo Fabbro (ITA)       |                       |
| 83                    | Álex Martín (ESP)         |                       |
| 84                    | David Martín Romero (ESP) |                       |
| 85                    | Diego Pablo Sevilla (ESP) |                       |
| 86                    | Fernando Tercero (ESP)    | NP-3                  |
| 87                    | Andrea Pietrobon (ITA)    |                       |

| Lotto Dstny LTD | Lotto Dstny LTD          | Lotto Dstny LTD |
| --------------- | ------------------------ | --------------- |
| Num             | Coureur                  | Pos             |
| 91              | Victor Campenaerts (BEL) |                 |
| 92              | Milan Menten (BEL)       |                 |
| 93              | Jasper De Buyst (BEL)    |                 |
| 94              | Sébastien Grignard (BEL) |                 |
| 95              | Sylvain Moniquet (BEL)   |                 |
| 96              | Eduardo Sepúlveda (ARG)  |                 |
| 97              | Maxim Van Gils (BEL)     |                 |

| Euskaltel-Euskadi EUS | Euskaltel-Euskadi EUS | Euskaltel-Euskadi EUS |
| --------------------- | --------------------- | --------------------- |
| Num                   | Coureur               | Pos                   |
| 101                   | Gotzon Martín (ESP)   |                       |
| 102                   | Mikel Bizkarra (ESP)  |                       |
| 103                   | Joan Bou (ESP)        |                       |
| 104                   | Mikel Iturria (ESP)   |                       |
| 105                   | Ibai Azurmendi (ESP)  |                       |
| 106                   | Luis Ángel Maté (ESP) |                       |
| 107                   | Iker Mintegi (ESP)    |                       |

| Equipo Kern Pharma EKP | Equipo Kern Pharma EKP   | Equipo Kern Pharma EKP |
| ---------------------- | ------------------------ | ---------------------- |
| Num                    | Coureur                  | Pos                    |
| 111                    | Jon Agirre (ESP)         |                        |
| 112                    | Jorge Gutiérrez (ESP)    |                        |
| 113                    | José Félix Parra (ESP)   |                        |
| 114                    | Pablo Castrillo (ESP)    |                        |
| 115                    | Ibon Ruiz (ESP)          |                        |
| 116                    | Antonio Jesús Soto (ESP) |                        |
| 117                    | Urko Berrade (ESP)       |                        |

| Team Flanders-Baloise TFB | Team Flanders-Baloise TFB | Team Flanders-Baloise TFB |
| ------------------------- | ------------------------- | ------------------------- |
| Num                       | Coureur                   | Pos                       |
| 121                       | Kamiel Bonneu (BEL)       |                           |
| 122                       | Ward Vanhoof (BEL)        |                           |
| 123                       | Elias Maris (BEL)         |                           |
| 124                       | Toon Clynhens (BEL)       |                           |
| 125                       | Lars Craps (BEL)          |                           |
| 126                       | Yentl Vandevelde (BEL)    |                           |
| 127                       | Dylan Vandenstorme (BEL)  |                           |

| Caja Rural-Seguros RGA CJR | Caja Rural-Seguros RGA CJR | Caja Rural-Seguros RGA CJR |
| -------------------------- | -------------------------- | -------------------------- |
| Num                        | Coureur                    | Pos                        |
| 131                        | Joel Nicolau (ESP)         |                            |
| 132                        | Fernando Barceló (ESP)     |                            |
| 133                        | Sebastian Berwick (AUS)    |                            |
| 134                        | Jefferson Cepeda (ECU)     |                            |
| 135                        | David González López (ESP) |                            |
| 136                        | Joseba López (ESP)         |                            |
| 137                        | Mulu Hailemichael (ETH)    |                            |

| Q36.5 Pro Cycling Team Q36 | Q36.5 Pro Cycling Team Q36 | Q36.5 Pro Cycling Team Q36 |
| -------------------------- | -------------------------- | -------------------------- |
| Num                        | Coureur                    | Pos                        |
| 141                        | Mark Donovan (GBR)         |                            |
| 142                        | Frederik Frison (BEL)      |                            |
| 143                        | Carl Fredrik Hagen (NOR)   |                            |
| 144                        | Fabio Christen (SUI)       |                            |
| 145                        | Jannik Steimle (GER)       |                            |
| 146                        | James Whelan (AUS)         |                            |
| 147                        | Damien Howson (AUS)        |                            |

| UAE Team Emirates UAD | UAE Team Emirates UAD | UAE Team Emirates UAD |
| --------------------- | --------------------- | --------------------- |
| Num                   | Coureur               | Pos                   |
| 1                     | Igor Arrieta (ESP)    |                       |
| 2                     | Juan Ayuso (ESP)      |                       |
| 3                     | Domen Novak (SLO)     |                       |
| 4                     | Tim Wellens (BEL)     |                       |
| 5                     | Alessandro Covi (ITA) |                       |
| 6                     | Marc Soler (ESP)      |                       |
| 7                     | Rafał Majka (POL)     |                       |

| Bahrain Victorious TBV | Bahrain Victorious TBV         | Bahrain Victorious TBV |
| ---------------------- | ------------------------------ | ---------------------- |
| Num                    | Coureur                        | Pos                    |
| 11                     | Santiago Buitrago (COL)        |                        |
| 12                     | Damiano Caruso (ITA)           |                        |
| 13                     | Jack Haig (AUS)                |                        |
| 14                     | Wout Poels (NED)               |                        |
| 15                     | Fran Miholjević (CRO) (chrono) |                        |
| 16                     | Jasha Sütterlin (GER)          |                        |
| 17                     | Antonio Tiberi (ITA)           |                        |

| Movistar Team MOV | Movistar Team MOV               | Movistar Team MOV |
| ----------------- | ------------------------------- | ----------------- |
| Num               | Coureur                         | Pos               |
| 21                | Jorge Arcas (ESP)               |                   |
| 22                | Jon Barrenetxea (ESP)           |                   |
| 23                | Ruben Guerreiro (POR)           |                   |
| 24                | Gonzalo Serrano (ESP)           |                   |
| 25                | Nélson Oliveira (POR)           |                   |
| 26                | Gregor Mühlberger (AUT) (route) |                   |
| 27                | Javier Romo (ESP)               |                   |

| Team Jayco AlUla JAY | Team Jayco AlUla JAY          | Team Jayco AlUla JAY |
| -------------------- | ----------------------------- | -------------------- |
| Num                  | Coureur                       | Pos                  |
| 31                   | Alessandro De Marchi (ITA)    |                      |
| 32                   | Hagos Welay Berhe (ETH)       |                      |
| 33                   | Lawson Craddock (USA)         |                      |
| 34                   | Amund Grøndahl Jansen (NOR)   |                      |
| 35                   | Christopher Juul Jensen (DEN) |                      |

| Astana Qazaqstan Team AST | Astana Qazaqstan Team AST      | Astana Qazaqstan Team AST |
| ------------------------- | ------------------------------ | ------------------------- |
| Num                       | Coureur                        | Pos                       |
| 41                        | Lorenzo Fortunato (ITA)        |                           |
| 42                        | Max Kanter (GER)               |                           |
| 43                        | Rüdiger Selig (GER)            |                           |
| 44                        | Vadim Pronskiy (KAZ)           |                           |
| 45                        | Daniil Marukhin (KAZ)          |                           |
| 46                        | Gleb Brussenskiy (KAZ) (route) |                           |
| 47                        | Santiago Umba (COL)            |                           |

| Alpecin-Deceuninck ADC | Alpecin-Deceuninck ADC | Alpecin-Deceuninck ADC |
| ---------------------- | ---------------------- | ---------------------- |
| Num                    | Coureur                | Pos                    |
| 51                     | Nicola Conci (ITA)     |                        |
| 52                     | Robbe Ghys (BEL)       |                        |
| 53                     | Jimmy Janssens (BEL)   |                        |
| 54                     | Timo Kielich (BEL)     |                        |
| 55                     | Axel Laurance (FRA)    |                        |
| 56                     | Siebe Roesems (BEL)    |                        |
| 57                     | Lennert Belmans (BEL)  |                        |

| Decathlon-AG2R La Mondiale DAT | Decathlon-AG2R La Mondiale DAT | Decathlon-AG2R La Mondiale DAT |
| ------------------------------ | ------------------------------ | ------------------------------ |
| Num                            | Coureur                        | Pos                            |
| 61                             | Alex Baudin (FRA)              |                                |
| 62                             | Dries De Bondt (BEL)           |                                |
| 63                             | Sander De Pestel (BEL)         |                                |
| 64                             | Felix Gall (AUT)               |                                |
| 65                             | Paul Lapeira (FRA)             |                                |
| 66                             | Oliver Naesen (BEL)            |                                |
| 67                             | Andrea Vendrame (ITA)          |                                |

| Burgos-BH BBH | Burgos-BH BBH                | Burgos-BH BBH |
| ------------- | ---------------------------- | ------------- |
| Num           | Coureur                      | Pos           |
| 71            | Sebastián Mora (ESP)         |               |
| 72            | Antonio Angulo (ESP)         |               |
| 73            | José Manuel Díaz (ESP)       |               |
| 74            | Sinuhé Fernández (ESP)       |               |
| 75            | Jetse Bol (NED)              |               |
| 76            | Ander Okamika (ESP)          |               |
| 77            | Eric Fagúndez (URU) (chrono) |               |

| Team Polti Kometa PTK | Team Polti Kometa PTK     | Team Polti Kometa PTK |
| --------------------- | ------------------------- | --------------------- |
| Num                   | Coureur                   | Pos                   |
| 81                    | Mattia Bais (ITA)         |                       |
| 82                    | Matteo Fabbro (ITA)       |                       |
| 83                    | Álex Martín (ESP)         |                       |
| 84                    | David Martín Romero (ESP) |                       |
| 85                    | Diego Pablo Sevilla (ESP) |                       |
| 86                    | Fernando Tercero (ESP)    | NP-3                  |
| 87                    | Andrea Pietrobon (ITA)    |                       |

| Lotto Dstny LTD | Lotto Dstny LTD          | Lotto Dstny LTD |
| --------------- | ------------------------ | --------------- |
| Num             | Coureur                  | Pos             |
| 91              | Victor Campenaerts (BEL) |                 |
| 92              | Milan Menten (BEL)       |                 |
| 93              | Jasper De Buyst (BEL)    |                 |
| 94              | Sébastien Grignard (BEL) |                 |
| 95              | Sylvain Moniquet (BEL)   |                 |
| 96              | Eduardo Sepúlveda (ARG)  |                 |
| 97              | Maxim Van Gils (BEL)     |                 |

| Euskaltel-Euskadi EUS | Euskaltel-Euskadi EUS | Euskaltel-Euskadi EUS |
| --------------------- | --------------------- | --------------------- |
| Num                   | Coureur               | Pos                   |
| 101                   | Gotzon Martín (ESP)   |                       |
| 102                   | Mikel Bizkarra (ESP)  |                       |
| 103                   | Joan Bou (ESP)        |                       |
| 104                   | Mikel Iturria (ESP)   |                       |
| 105                   | Ibai Azurmendi (ESP)  |                       |
| 106                   | Luis Ángel Maté (ESP) |                       |
| 107                   | Iker Mintegi (ESP)    |                       |

| Equipo Kern Pharma EKP | Equipo Kern Pharma EKP   | Equipo Kern Pharma EKP |
| ---------------------- | ------------------------ | ---------------------- |
| Num                    | Coureur                  | Pos                    |
| 111                    | Jon Agirre (ESP)         |                        |
| 112                    | Jorge Gutiérrez (ESP)    |                        |
| 113                    | José Félix Parra (ESP)   |                        |
| 114                    | Pablo Castrillo (ESP)    |                        |
| 115                    | Ibon Ruiz (ESP)          |                        |
| 116                    | Antonio Jesús Soto (ESP) |                        |
| 117                    | Urko Berrade (ESP)       |                        |

| Team Flanders-Baloise TFB | Team Flanders-Baloise TFB | Team Flanders-Baloise TFB |
| ------------------------- | ------------------------- | ------------------------- |
| Num                       | Coureur                   | Pos                       |
| 121                       | Kamiel Bonneu (BEL)       |                           |
| 122                       | Ward Vanhoof (BEL)        |                           |
| 123                       | Elias Maris (BEL)         |                           |
| 124                       | Toon Clynhens (BEL)       |                           |
| 125                       | Lars Craps (BEL)          |                           |
| 126                       | Yentl Vandevelde (BEL)    |                           |
| 127                       | Dylan Vandenstorme (BEL)  |                           |

| Caja Rural-Seguros RGA CJR | Caja Rural-Seguros RGA CJR | Caja Rural-Seguros RGA CJR |
| -------------------------- | -------------------------- | -------------------------- |
| Num                        | Coureur                    | Pos                        |
| 131                        | Joel Nicolau (ESP)         |                            |
| 132                        | Fernando Barceló (ESP)     |                            |
| 133                        | Sebastian Berwick (AUS)    |                            |
| 134                        | Jefferson Cepeda (ECU)     |                            |
| 135                        | David González López (ESP) |                            |
| 136                        | Joseba López (ESP)         |                            |
| 137                        | Mulu Hailemichael (ETH)    |                            |

| Q36.5 Pro Cycling Team Q36 | Q36.5 Pro Cycling Team Q36 | Q36.5 Pro Cycling Team Q36 |
| -------------------------- | -------------------------- | -------------------------- |
| Num                        | Coureur                    | Pos                        |
| 141                        | Mark Donovan (GBR)         |                            |
| 142                        | Frederik Frison (BEL)      |                            |
| 143                        | Carl Fredrik Hagen (NOR)   |                            |
| 144                        | Fabio Christen (SUI)       |                            |
| 145                        | Jannik Steimle (GER)       |                            |
| 146                        | James Whelan (AUS)         |                            |
| 147                        | Damien Howson (AUS)        |                            |